# Nephrotoma aurantiaca
Nephrotoma aurantiaca är en tvåvingeart som först beskrevs av Pierre Justin Marie Macquart 1838.
Nephrotoma aurantiaca ingår i släktet Nephrotoma och familjen storharkrankar. Inga underarter finns listade i Catalogue of Life.